# Kitajska četrt (film, 1974)
Kitajska četrt (angleško Chinatown) je ameriški neonoir misteriozni film iz leta 1974, ki ga je režiral Roman Polanski po scenariju Roberta Townea, v glavnih vlogah pa nastopata Jack Nicholson in Faye Dunaway. Navdih za film so resnične kalifornijske vojne za vodo, vrsta sporov okoli severnokalifornijske vode v začetku 20. stoletja, s katerimi so si v Los Angelesu zagotovili pravico do vode v dolini Owens. Film je bil posnet v produkciji Roberta Evansa, distribuiral ga je Paramount Pictures, in je zadnji ameriški film Polanskega, ki vsebuje več elementov noir, posebej večslojno zgodbo, ki je deloma misteriozna, deloma pa psihološka drama.
Leta 1991 ga je ameriška Kongresna knjižnica izbrala za ohranitev v okviru Narodnega filmskega registra zaradi njegove »kulturne, zgodovinske ali estetske vrednosti«, pogosto se tudi uvršča na sezname najboljših filmov vseh časov. Na 47. podelitvi je bil nominiran za 11 oskarjev, edinega pa je osvojil Towne za najboljši scenarij. Nominiran je bil tudi za sedem zlatih globusov, osvojil pa štiri za najboljši dramski film, najboljšo režijo, najboljšega igralca v drami (Nicholson) in najboljši scenarij. Ameriški filmski inštitut ga je leta 1998 uvrstil na 19. mesto lestvice stotih najboljših ameriških filmov in leta 2008 na drugo mesto desetih najboljših ameriških misterioznih filmov.
Leta 1990 je bilo posneto nadaljevanje Dva Jakea, za katerega je scenarij ponovno napisal Towne, v glavni vlogi pa nastopil Nicholson, ki je film tudi režiral, toda še zdaleč ni dosegel uspeha predhodnika.

## Vloge
- Jack Nicholson kot J. J. »Jake« Gittes
- Faye Dunaway kot Evelyn Cross Mulwray
- John Huston kot Noah Cross
- Perry Lopez kot por. Lou Escobar
- John Hillerman kot Russ Yelburton
- Darrell Zwerling kot Hollis I. Mulwray
- Diane Ladd kot Ida Sessions
- Roy Jenson kot Claude Mulvihill
- Roman Polanski kot moški z nožem
- Dick Bakalyan kot detektiv Loach
- Joe Mantell kot Lawrence Walsh
- Bruce Glover kot Duffy
- Nandu Hinds kot Sophie
- James Hong kot Kahn
- Beulah Quo kot Maid
- Belinda Palmer kot Katherine Cross
- Burt Young kot Curly
- Jerry Fujikawa kot vrtnar